# Berberis cavaleriei
Berberis cavaleriei är en berberisväxtart som beskrevs av Leveille. Berberis cavaleriei ingår i släktet berberisar, och familjen berberisväxter. Inga underarter finns listade i Catalogue of Life.